# Ельтвілле-ам-Райн
Ельтвілле-ам-Райн (нім. Eltville am Rhein) — місто в Німеччині, знаходиться в землі Гессен. Підпорядковується адміністративному округу Дармштадт. Входить до складу району Райнгау-Таунус.
Площа — 46,77 км2. Населення становить 16 946 ос. (станом на 31 грудня 2020).